# Przewodnienie hipotoniczne
Przewodnienie hipotoniczne – zaburzenie gospodarki wodnej, w którym dochodzi do nadmiaru wody w ustroju, przebiegające ze zmniejszoną molalnością sodu, czyli z hiponatremią. Ten stan nazywany jest także zatruciem wodnym.
Stan przewodnienia hipotonicznego występuje dosyć rzadko, zazwyczaj dotyczy sportowców pijących ogromne ilości wody po zawodach, osób z problemami psychicznymi lub przyjmujących ecstasy (MDMA).

## Przyczyny
Do rozwoju objawów przewodnienia hipotonicznego dochodzi w wyniku nadmiernej podaży płynów bezelektrolitowych lub w przypadkach nadmiernego wytwarzania wazopresyny. W obu wypadkach dochodzi do rozcieńczenia płynów ustrojowych i hiponatremii.
Do tego stanu mogą również doprowadzić następujące sytuacje, które powodują zmniejszenia wydalania wody przez nerki bez adekwatnej ilości sodu (wydalanie tak zwanej wolnej wody);
- leczenie winkrystyną
- hipoproteinemia
- niedoczynność tarczycy
- niedoczynność kory nadnerczy
- choroby nerek

## Objawy
W zależności od stopnia przewodnienia (czyli faktycznie hiponatremii) można zaobserwować:
- przesięki do jam ciała, obrzęki obwodowe
- obrzęk mózgu w przypadkach dużej lub szybko narastającej hiponatremii

## Leczenie
Leczenie zależy od stopnia, czasu trwania (za przewlekłą uważa się trwającą powyżej 48 godzin) i obrazu klinicznego przewodnienia hipotonicznego.
- Hiponatremię objawową, czyli przebiegającą z obrzękiem mózgu, leczy się agresywnie i niezależnie od stężenia sodu, gdyż jest stanem zagrożenia życia.
- Hiponatremię bezobjawową rozpoczyna się od ograniczenia podaży wody, jeśli stężenie sodu mieści się w granicach 125 – 130 mmol/l
- Hiponatremię bezobjawową ze stężeniem sodu poniżej 125 mmol/l, z uwagi na zagrożenie wystąpienia powikłań neurologicznych, leczy się poprzez wolne korygowanie stwierdzanych zaburzeń.

### Ogólne zasady postępowania w przypadkach hiponatremii
- próba likwidacji przyczyny wyzwalającej hiponatremię
- hiponatremia powyżej 120 mmol/l nie wymaga agresywnego leczenia, chyba że występują objawy (hiponatremia objawowa)
- leczenie prowadzone powinno być bardzo wolno, przyrost natremii powinien wynosić 10 mmol/l/doba
- w przypadkach bezobjawowych po osiągnięciu stężenia sodu w surowicy rzędu 125 mmol/l, przerywa się leczenie dożylne i dalsze postępowanie ogranicza się do ograniczenia podaży płynów i stosowania NaCl drogą doustną.

### Zasady leczenia hiponatremii objawowej
- w przypadkach objawowych, należy w trybie pilnym wyrównać zaburzenia gospodarki sodowej.
Wyrównanie hiponatremii jest zależne od tego, czy współistnieje z hipowolemią, izowolemią czy hiperwolemią
  - w przypadkach hipowolemii stosuje się 0,9% NaCl
  - w przypadkach izowolemii stosuje się 3 – 10% roztwór NaCl
  - w przypadkach hiperwolemii stosuje się 3 – 10% NaCl i diuretyki pętlowe
- konieczne jest równoczesne wyrównywanie stężenia potasu
- w przypadkach oporności na stosowane leczenie (brak przyrostu stężenia sodu) można zastosować demeklocyklinę
- w przypadkach obrzęku mózgu leczeniem ratunkowym jest podanie 20% mannitolu w ilości 100 – 200 mililitrów.